# كريستوفر ماكدونالد
كريستوفر ماكدونالد (بالإنجليزية: Christopher McDonald)‏ ، من مواليد 15 فبراير عام 1955م، وهو ممثل أمريكي، شارك في عدة أفلام، ومنها فيلم أزهار مكسورة .

## وصلات خارجية
- كريستوفر ماكدونالد على موقع IMDb (الإنجليزية)
- كريستوفر ماكدونالد على موقع ميتاكريتيك (الإنجليزية)
- كريستوفر ماكدونالد على موقع روتن توميتوز (الإنجليزية)
- كريستوفر ماكدونالد على موقع قاعدة بيانات الأفلام العربية
- كريستوفر ماكدونالد على موقع ألو سيني (الفرنسية)
- كريستوفر ماكدونالد على موقع ميوزك برينز (الإنجليزية)
- كريستوفر ماكدونالد على موقع ميوزك برينز (الإنجليزية)
- كريستوفر ماكدونالد على موقع تيرنر كلاسيك موفيز (الإنجليزية)
- كريستوفر ماكدونالد على موقع أول موفي (الإنجليزية)
- كريستوفر ماكدونالد على موقع قاعدة بيانات برودواي على الإنترنت (الإنجليزية)